# Joan Fry
Joan Fry, gift Lakeman, född maj 1906, Horseham, Sussex, England, död 1985, var en brittisk tennisspelare.
Joan Fry var en av Storbritanniens bästa tennisspelare under andra halvan av 1920-talet. Hon rankades bland världens tio bästa spelare 1925-1927, som bäst på sjunde plats. Hon deltog i tre finaler, i Grand Slam-turneringar, men lyckades inte vinna någon titel. 
Joan Fry debuterade som 19-åring i Wimbledonmästerskapen 1925. Hon nådde till singelfinalen där hon ställdes mot den franska världsettan Suzanne Lenglen. Fry var chanslös i mötet och förlorade med siffrorna 2-6, 0-6 i en match som endast varade i 26 minuter. Lenglen vann därmed sin sjätte och sista singeltitel i mästerskapen.
År 1927 nådde Fry tillsammans med den bara 16 år gamla brittiskan Betty Nuthall dubbelfinalen i Amerikanska mästerskapen. Paret förlorade finalen mot paret Kathleen Godfree/Ermyntrude Harvey (1-6, 6-4, 4-6). Sin sista GS-final spelade Fry 1929 i Wimbledon. Det var i mixed dubbel tillsammans med Ian Collins. I finalen besegrades de av det amerikanska spelarparet Francis Hunter/Helen Wills som vann med 6-1 6-4.
Joan Fry deltog i det brittiska Wightman Cup-laget 1925-27 och 1930. Joan Fry har tillsammans med S. N. Doust gett ut boken Lawn Tennis: How to Master the Strokes.